# 摂津市立鳥飼東小学校
摂津市立鳥飼東小学校（せっつしりつ とりかいひがし しょうがっこう）は、大阪府摂津市にある公立小学校。

## 沿革
- 1984年4月 - 摂津市立鳥飼小学校より分離開校

## 通学区域
- 摂津市 鳥飼上2-5丁目、鳥飼銘木町、鳥飼八町1・2丁目、鳥飼新町1・2丁目、鳥飼中2・3丁目

卒業生は、摂津市立鳥飼小学校の卒業生とともに同市の摂津市立第五中学校に進学する。